# Lucien Mellaerts
Lucien Marie Philippe Mellaerts (Tervuren, 2 juli 1902 - 5 december 1989) was een Belgisch volksvertegenwoordiger.

## Levensloop
Notaris Mellaerts werd gemeenteraadslid van Tervuren (1946-1958). 
In 1946 werd hij verkozen tot CVP-volksvertegenwoordiger voor het arrondissement Leuven en hij vervulde dit mandaat tot in 1954.

## Publicaties
- Tervuren door de eeuwen heen, Leuven, 1946.
- Jan van Boendale. Een bladzijde uit de geschiedenis van Tervuren, Leuven, 1961.
- Het Zoniënbos. Bladzijden uit zijn rijke geschiedenis, Leuven, 1962.